# 中田睦
中田 睦（なかた あつし、1941年（昭和16年） - ）は、日本の土木技術者。

## 略歴
東京都出身。太田区立六郷小学校、品川区立大崎中学校、日本工業大学付属駒場高等学校（旧東京工業高等学校・機械科）、拓殖大学商学部貿易学科を卒業後に攻玉社短期大学土木科を卒業。その後（株）東京建設コンサルタントに入社。元同社取締役で、専門は河川構造物の計画・設計。2012年に慶應義塾大学文学部（人間関係学専攻）を卒業。
野球が好きで、中学・高校時代は野球部に属し、大学時代は明大OBで野球殿堂入り、三沢高校の甲子園主審等アマチュア野球界の名審判である郷司裕の下で、東京都高等学校野球連盟の審判員を約６年間務めた。当時は後のプロ野球選手、法政一校に田淵、早実に大矢、修徳高校には成田文男が居た。明治高校、明治大学出身で甲子園・神宮で活躍した成島和久は大崎中学時代の同級生である。また、元大洋ホエールズ・荏原高校投手・幸田優は同中学校の先輩である。
ドキュメント72時間（キンコーズ池袋西口店）に自叙伝を印刷しに行ったところを取材された。（2017年12月1日NHKにて放送）
現在は、ボランティア団体「医療市民マイスター協会/オリナス」代表として済生会加須病院内で患者と医療側の橋渡し役として、患者さんの相談を受ける活動を毎週,火・金曜日に行なっている。

## 携わった計画・設計業務
- 岩淵水門（東京都北区、荒川・隅田川）
- 妙見堰（新潟県、信濃川）
- 大河津分水洗堰（新潟県、新信濃川、大河津可動堰に併設）
- 二ヶ領　宿河原堰（多摩川　右岸　川崎市多摩区宿河原、左岸　東京都狛江市猪方）
- 前川水門（常陸利根川/前川）
- 普代水門（普代川河口）
- 蟹江川排水機場・水門（日光川/蟹江川）
- 小矢部川大堰（小矢部川）
- 渡良瀬貯水池機場（渡良瀬川）
- 神明排水機場（綾瀬川/伝右川）
- 南畑排水機場（荒川/びん沼調節池）
- 小貝川岡堰（小貝川）
- 高浜川水門（高浜川）
- 常陸川閘門（常陸利根川）
- 北千葉第二機場（北千葉導水路）
- 朝霞水門（荒川/新河岸川）
- 仿僧川水門（太田川/仿僧川）
- 前川排水機場（梯川/前川）
- 中川上流排水機場（江戸川/中川幸手放水路）
- 福島潟放水路潮止堰・潟口堰（福島潟放水路）
- 庄和排水機場（江戸川/首都圏外郭放水路/通称・地下神殿）

他

## 受賞歴
- 土木学会デザイン賞　2010年最優秀賞[1]「二ヶ領 宿河原堰」

## 親族関係
曾祖父は、島根県津和野町の元町長で医師だった中田和居、大叔父は、元新潟大学名誉教授で、日本の脳外科の先駆者で文化功労者、日本学士院会員、ホトトギス派の俳人である中田瑞穂。弟は元文化放送のスポーツアナウンサーで現在はフリーアナウンサーの中田秀作である。